# Ebreichsdorf
Ebreichsdorf är en stadskommun  i distriktet Baden i förbundslandet Niederösterreich i Österrike. Kommunen har 11 978 invånare (2024).
Kommunen består av fyra orter (Ortschaften) (inom parentes invånarantal 1 januari 2024):
- Ebreichsdorf (5 671)
- Schranawand (201)
- Unterwaltersdorf (3 378)
- Weigelsdorf (2 728)